# Euphyllia yaeyamaensis
Espèce
Statut CITES
Euphyllia yaeyamaensis est une espèce de coraux appartenant à la famille des Euphylliidae.